# Сырятинский
 Сырятинский  — поселок в Починковском районе Нижегородской области. 

## География
Находится в южной части Нижегородской области на расстоянии приблизительно 8 километров по прямой на север от села Починки, административного центра района.   Прилегает с юго-запада к поселку Ужовка.

## История
До 2020 года находился в составе Ужовского сельсовета.

## Население
Постоянное население составляло 170 человек (русские 82%) в 2002 году, 146 в 2010.